# Margareta Westeson
Elna Margareta Westeson Ahlgren, född den 31 januari 1936 i Malmö, är en svensk före detta simmare som tävlade för lundaklubben SK Poseidon. Hon deltog vid de olympiska spelen i Helsingfors 1952, där hon kom på 16:e plats på 100 m ryggsim.
Westeson vann sju svenska mästerskap: 100 m ryggsim 1953, 1954 och 1955, samt 200 m ryggsim 1953, 1954, 1955 och 1956. Hon tilldelades Stora grabbars märke av Svenska simförbundet 1955, mottog Skånes simförbunds guldmedalj 1951 och tilldelades Rundturens guldmedalj 1955.
Margarteta Westeson var legitimerad sjukgymnast och hon gifte sig 1958 med tandläkaren (från 1973 professor i ortodonti vid Lunds universitet) Johan Ahlgren (1926–2007).
Margareta Westesons bror, Håkan Westeson var också simmare (SM-guld på 100 och 200 m frisim 1956, världrekord på 4×100 m medley 1953), liksom hennes dotter Elisabeth Ahlgren (född 1967 - brons på 100 m fjärilsim vid junior-EM 1982).